# 奥蒂莉亚·巴蒂斯库
奧蒂莉亞·巴蒂斯庫（羅馬尼亞語：Otilia Badescu，1970年10月31日—），羅馬尼亞退役乒乓球運動員，右手橫握球拍，打法凶狠。于1980年代出道，曾獲得歐洲乒乓球錦標賽女單、女團及混雙冠軍。自1992年起曾四度代表國家隊參與奧運，但未能獲得任何獎牌，2007年退役。

## 战绩
- 1986年欧锦赛女单、女双四强；
- 1988年欧锦赛女单亚军、女双四强；
- 1990年欧锦赛女单四强；
- 1991年世乒赛混双四强；
- 1992年欧洲12强赛女单第三名，欧锦赛女团、混双冠军；
- 1993年欧洲12强赛女单第三名，世乒赛女单四强；
- 1994年欧洲12强赛女单亚军，欧锦赛混双亚军；
- 1995年欧洲12强赛女单冠军，世界团体赛亚军；
- 1996年欧锦赛混双亚军、女双四强；
- 1998年欧锦赛混双冠军、女双亚军；
- 1999年捷克公开赛女单冠军；
- 2000年波兰公开赛女双亚军，瑞典公开赛女双四强，奥运会女双八强，世乒赛女团第三名；
- 2001年欧洲12强赛女单第三名；
- 2003年欧锦赛女单冠军、混双四强，克罗地亚公开赛女双四强；
- 2004年世乒赛女团第五，欧洲12强赛第五，俄罗斯公开赛女双亚军；
- 2005年欧锦赛女团冠军，欧洲12强赛第五，斯洛文尼亚公开赛女双亚军。